# コデン
コデン（Köden、生没年不詳）は、モンゴル帝国の王族。漢字表記は闊端太子、『集史』などのペルシア語表記では كوتان Kūtān 。名はクタン、ゴデン、ゴダンなどとも書かれる。

## 生涯
第2代カアンのオゴデイの次男で、チンギス・カンの孫で、グユクの弟にあたる。父のオゴデイがカアンに即位した後、有力な後継者候補のひとりとみなされていたため、漢語ではしばしば「闊端太子」と呼ばれている。
オゴデイがカアンに即位したとき、末子相続の慣習に基づきオゴデイの弟でチンギス・カンの四男のトルイが帝国のモンゴル遊牧民群の大半の支配権を保持していたが、まもなくトルイが早世すると、オゴデイは次男のコデンにトルイの末裔に相伝されるべき領民のうち4個千人隊すなわち4千戸を割いてコデンに与え、涼州の平原から河西回廊東部にかけての西夏の故地（現在の甘粛省一帯）を勢力圏とさせた。モンケの治世でもこのタングート（西夏、河西地方）の所領を安堵され、これにより、コデンとその子孫は、アルタイ山脈西麓のジュンガリアに位置するオゴデイ・ウルスとは別に甘粛地方に遊牧民の政治体（ウルス）を形成することになり、その盟主は家祖コデンにちなんでコデン・アカ（Köden-Aqa、アカはモンゴル語で「兄」の意で、同族連合体の盟主を指す）と呼ばれる。
コデンの在世中、その支配圏は甘粛のみならず東の陝西、南のチベットにまで及んだ。1239年にはコデン率いるモンゴル軍はカム地方からチベットに侵攻し、中央チベットでは仏教寺院を焼くなど猛威をふるった。これに関連して、当時のチベットで豪族と結びついて各地に割拠した仏教教団のひとつ、サキャ派の教主サキャ・パンディタが新興のモンゴル帝国と繋がりを得るため、1247年にコデンの本拠地涼州に赴いてコデンと会見したことは、現代まで続くモンゴル人とチベット仏教の深い関係の端緒として非常に有名な事件である。
コデンの正確な没年は不明だが、サキャ・パンディタとの会見から間もなく、兄で第3代カアンのグユクの急死（1248年）を見ることなく没したとされる。

## コデン家の盛衰
コデンの死後、彼の子孫たちは自己の領民がトルイの遺領から分与された縁もあってトルイ家との間に密接な関係を持ち、第4代カアンにオゴデイの子孫ではなくトルイの長男のモンケを立てた政変において、オゴデイ一門中唯一モンケを支持する側に回った。このためコデン家はモンケの即位によってオゴデイ家およびその同盟者であるチャガタイ家が弾圧されたときも全く影響を被らず、甘粛地方に勢力を保った。
しかしモンケは漠南漢地総督としてゴビ砂漠以南の支配を委ねた弟のクビライに京兆を中心とする陝西地方を与え、コデン家は河西の所領を引き続き安堵されたが、以後はこのクビライの影響下に置かれることになる。モンケの即位に協力したコデンの子のモンゲトゥは、1253年に行われたクビライの雲南・大理遠征に参加している。1259年のモンケの死に始まるハーン位継承争いでは、モンゲトゥの兄弟のジビク・テムルがクビライの側につき、モンケ兄弟の末弟のアリクブケを支持する勢力と甘粛地方を舞台に激しい戦いを繰り広げている。
クビライがカアンに即位して大元を興すと、ジビク・テムルおよび彼の甥のイリンチンは、クビライと敵対するチャガタイ家のドゥアらと干戈を交えた。ドゥアはオゴデイ家のカイドゥの影響下に置かれており、コデン家は同族であるオゴデイ家の一門と戦ってクビライに忠誠を尽くしたが、クビライの旧領、京兆を与えられた安西王マンガラ（クビライの三男）が入り、また甘粛地方の西部ではアジキ、チュベイら、カイドゥ・ドゥアと対立してクビライに仕えるチャガタイ裔の王族たちが勢力を伸ばしていったため、コデン家の甘粛支配は次第に形骸化していった。
その後もコデン家は、当主イェス・エブゲンが南宋旧領に保持する所領にちなんで泰定元年（1324年）に荊王の封号を与えられるなど、皇帝の一族として最高の待遇を受けている。しかし、コデン家嫡流当主であるコデン・アカの座はトゴン・テムル治下の至正3年（1343年）までに不在となり、甘粛地方東部に遊牧するコデン家領民の統治権はカアン直属の機関である永昌等処宣慰使司都元帥府に置き換えられている。その後のコデン家の動向は不明である。